# Rudolf Bucolić
Rudolf Bucolić (nje. Rudolf Buczolich) (Bijelo Selo, Austrija, 15. svibnja 1934. − 13. lipnja 2015.), austrijski kazališni glumac, recitator na hrvatskom jeziku pjesnika gradišćanskih Hrvata, hrvatskog podrijetla i kazališni indentant

## Životopis
Rodio se je u Bijelom Selu. U Beču završio dvogodišnji seminar Maksa Reinhardta. Djelovao u kazalištima u Austriji, Njemačkoj i Švicarskoj. Od 1972. je u bečkome Burgtheatru. Glumio u ulogama iz Schillerovih, Goetheovih, Nestroyevih, Hebbelovih, Brechtovih i Millerovih djela, a ističe se uloga Mefista u Goetheovom Faustu. Glumio glavnu ulogu u mjuziklu gradišćanskih Hrvata Pir na selu. Mnogo radio na očuvanju hrvatskog jezika.
Bio je oženjen s pjevačicom i glumicom Elisabeth Ofenböck.

## Nagrade i priznanja
Dobitnik niza državnih nagrada, među ostalim kulturna nagrada savezne zemlje Gradišća 1998. godine.